# Монте-Альбан
Монте-Альбан (исп. Monte Albán) — крупное поселение доколумбовой эпохи на юго-востоке Мексики, в штате Оахака. Расположено на низком горном хребте, проходящем в центральной части долины Оахака. Сегодняшняя столица штата город Оахака находится примерно в 9 км к востоку от Монте-Альбана.
Гражданско-церемониальный центр Монте-Альбана расположен на вершине искусственно выровненного холма на высоте около 1940 м над уровнем моря (400 метров от дна долины). Кроме этого центра вдоль всего хребта и его отрогов присутствуют несколько сотен искусственных террас и десятки окружённых насыпями сооружений. Расположенные рядом руины на холмах Атцомпа и Эль-Гальо к северу также считают частью этого древнего города.
Монте-Альбан является самым первым городом в Мезоамерике и на протяжении почти тысячи лет играл значительную роль как социо-политический и экономический центр Сапотекской цивилизации. Монте-Альбан был основан под конец Среднего доклассического периода примерно в 500 г. до н. э., а к 100 году до н. э. — 200 года н. э. он уже был столицей крупного экспансионистского государства, которое управляло большей частью Оахакского нагорья и взаимодействовало с другими государствами в регионе, например, с расположенным севернее Теотиуаканом. Город потерял своё политическое значение к концу Классического периода (примерно 500—750 гг. нашей эры) и затем практически был заброшен. Небольшое повторное заселение и использование старых строений и могил оставило след в археологической истории этого места в колониальный период. В ходе раскопок под руководством Альфонсо Касо в 1960-х гг. подтвердилась связь послеклассического Монте-Альбана с государством миштеков, подчинивших себе город.
Этимология названия поселения неясна, поэтому высказывались различные версии — от видоизменённого сапотекского слова «Danibaan» (святой холм) до происхождения от имени испанского солдата Montalbán или от Албанских холмов в Италии. Старое сапотекское название города неизвестно, поскольку он был заброшен за несколько веков до появления самых древних исторических источников.

## История исследования
Впечатляющие руины Монте-Альбана расположены так, что видны из любой точки центральной части долины Оахака.

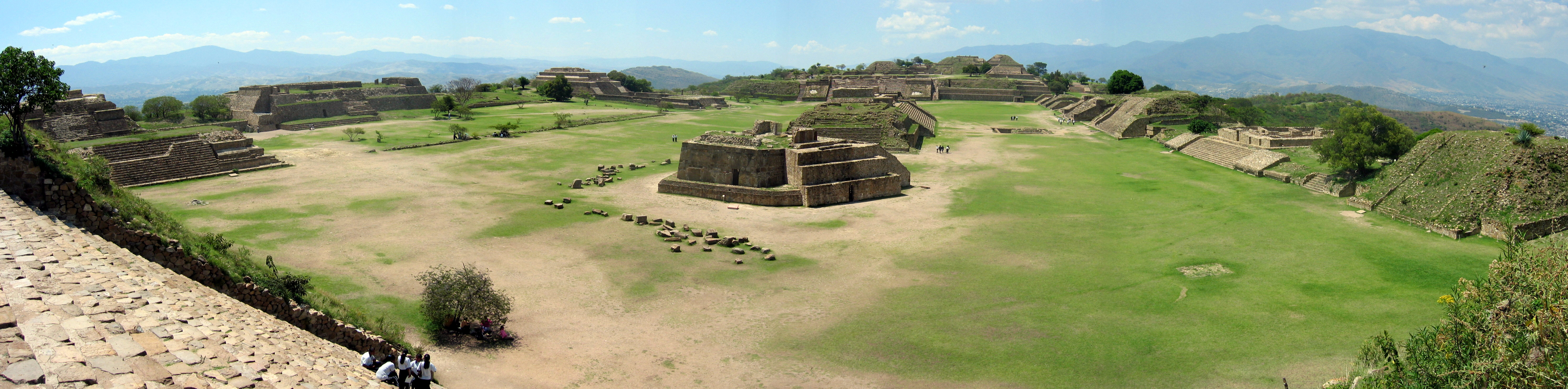
Панорама Монте-Альбана с южной платформы

Чарльз Спенсер и Эльза Редмонд из Американского музея естественной истории в Нью-Йорке показали, что население Монте-Альбана значительно вырастало в периодах около 500–300 гг. до н.э. и в 300–100 г. до н.э..

## Фотографии

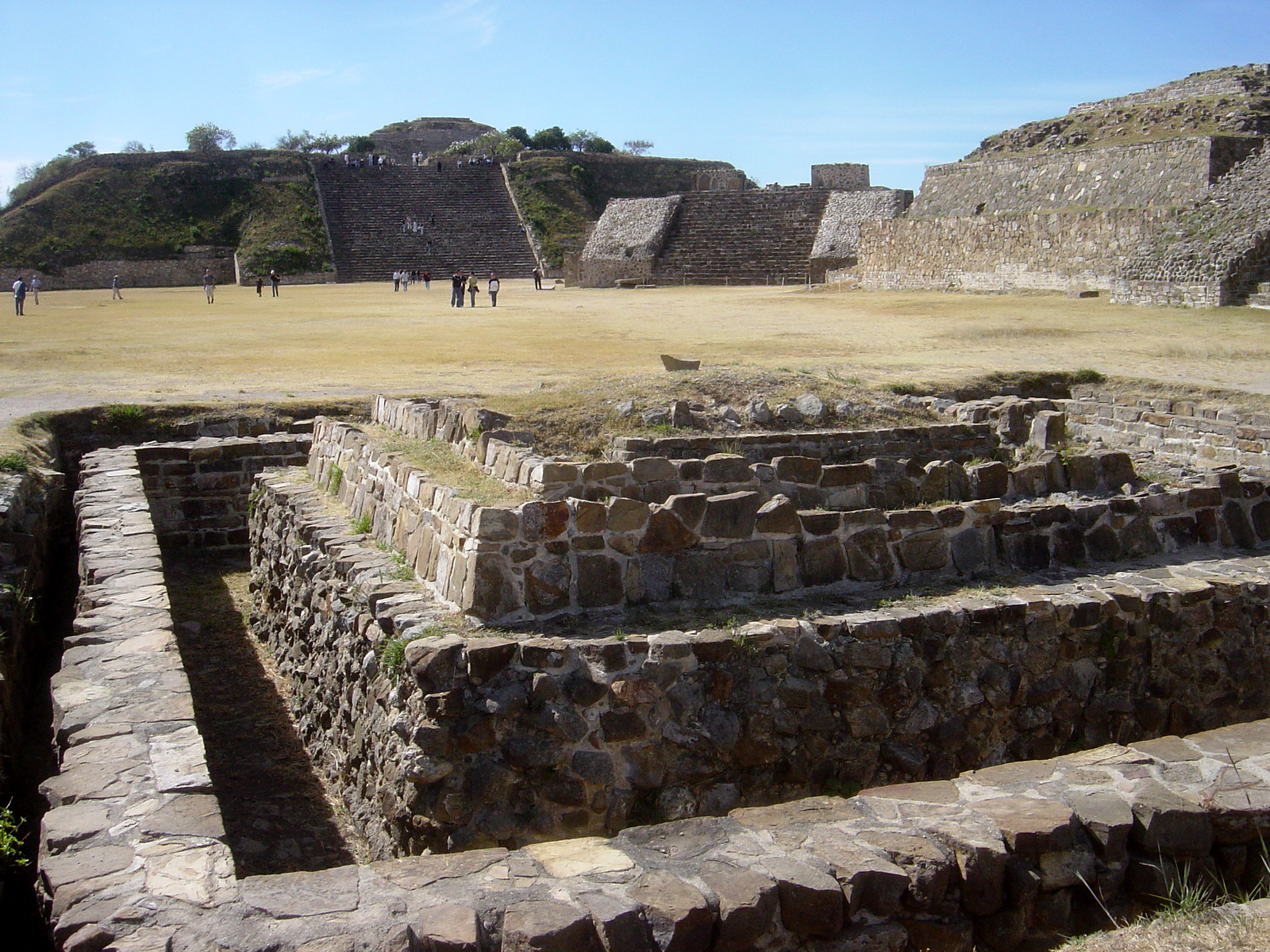
Алтарь
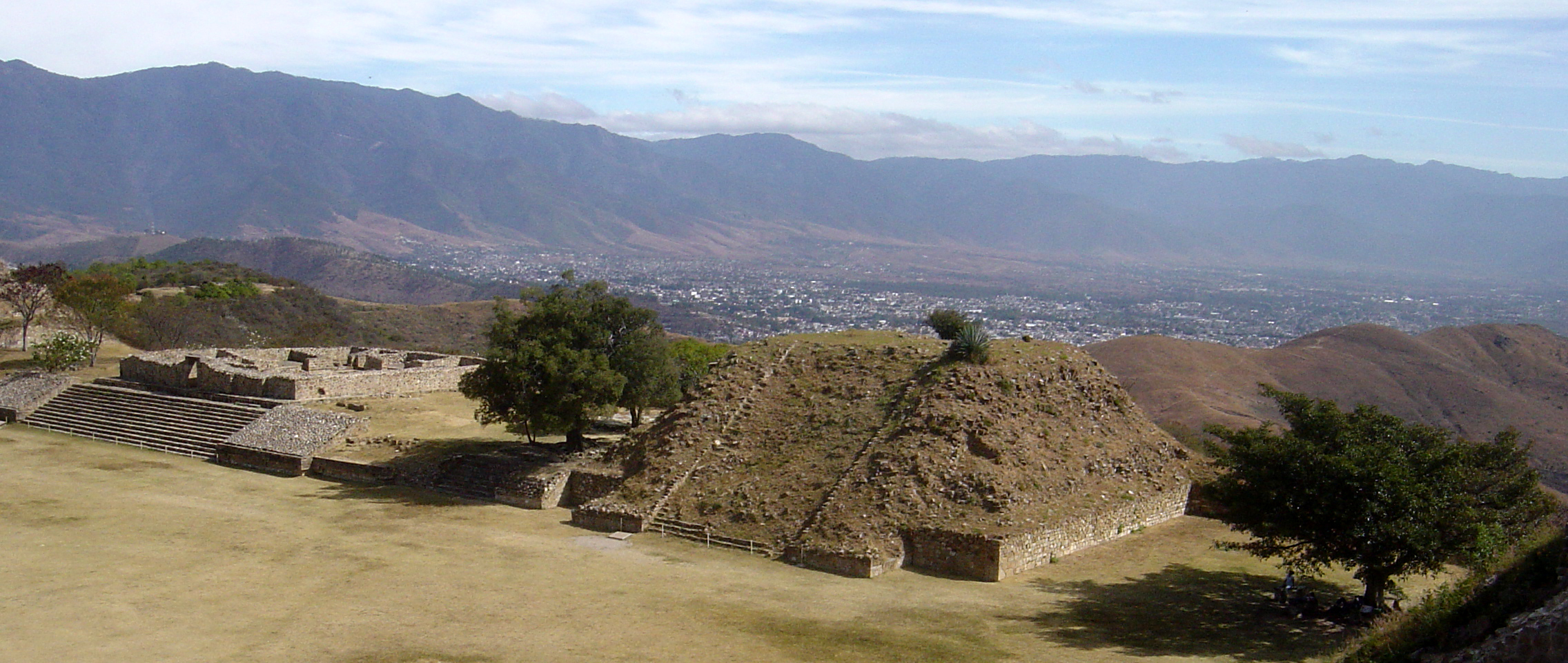
Неотреставрированная часть Монте-Альбана. На заднем плане — город Оахака
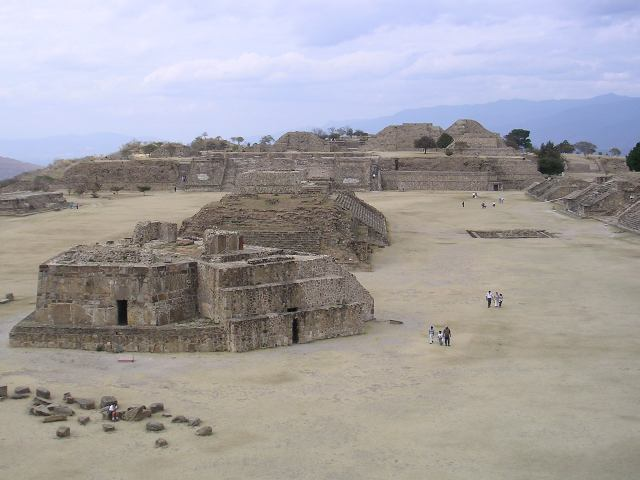
Вид на главную площадь с южной платформы, на переднем плане — здание J
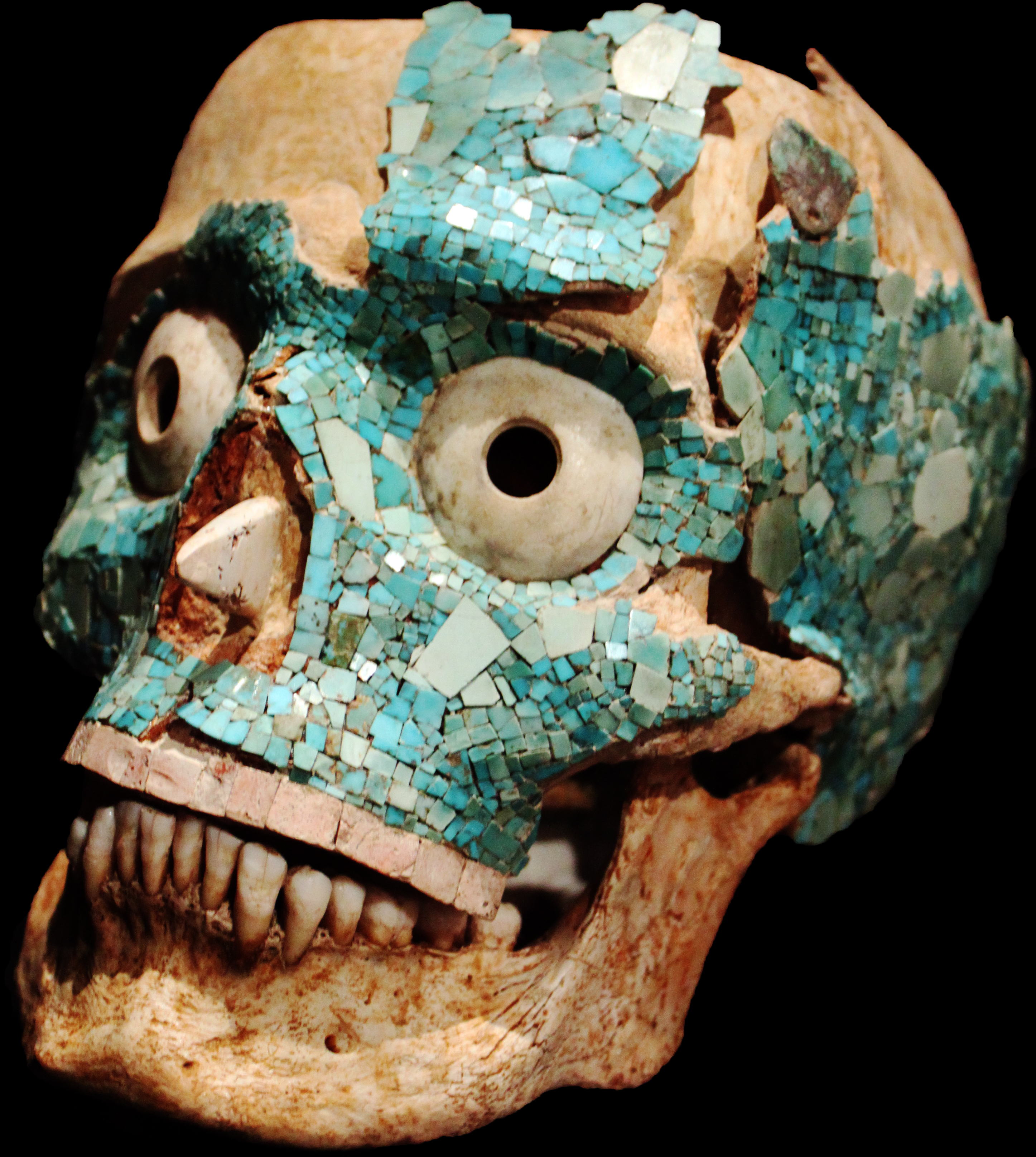
Маска из комнаты сокровищ Монте-Альбана (в музее Оахаки)
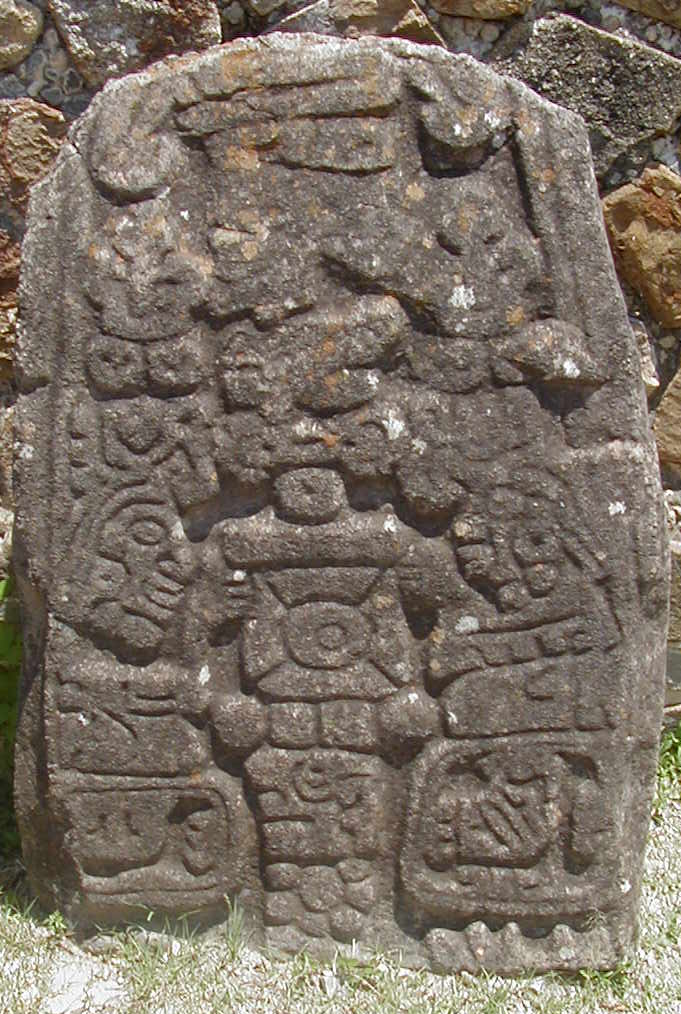
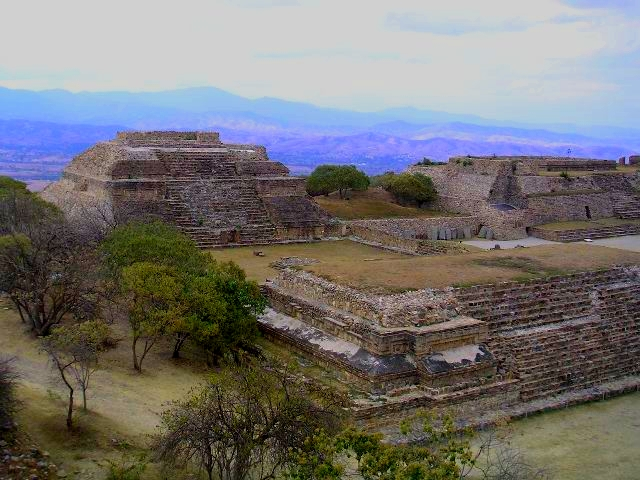
Вид на здание M с южной платформы
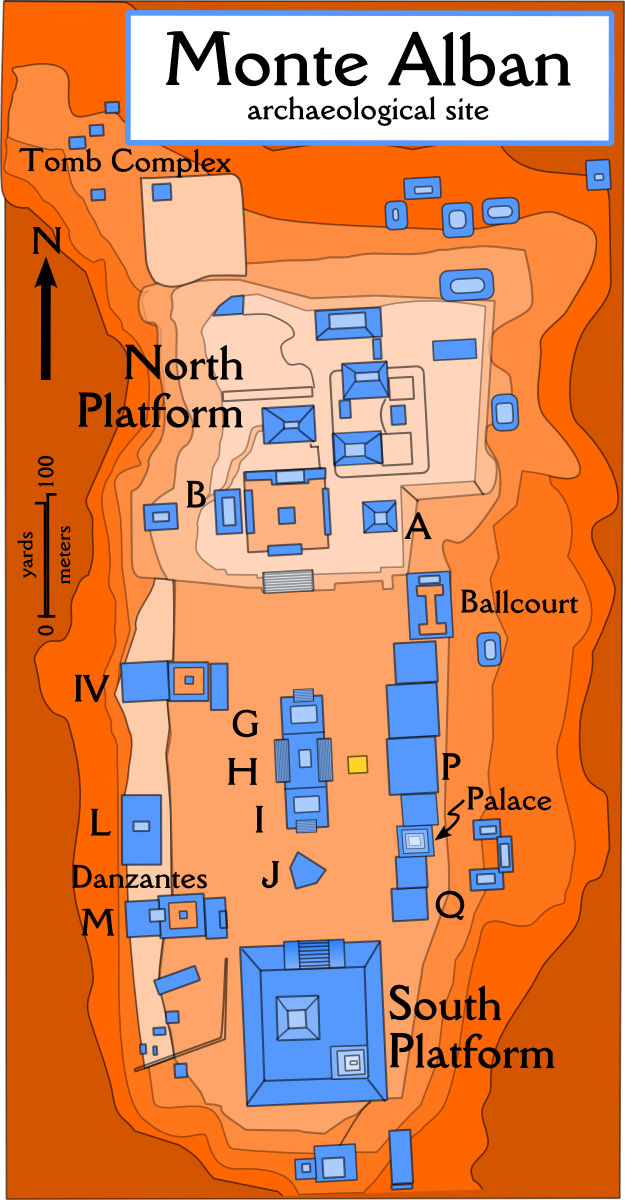
План города Монте-Альбан
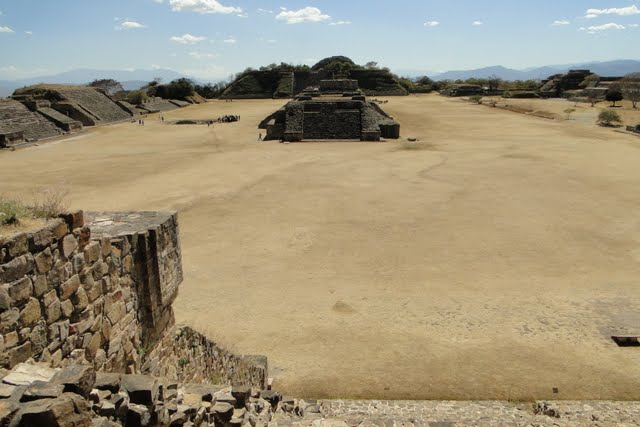
Монте-Альбан (общий вид)
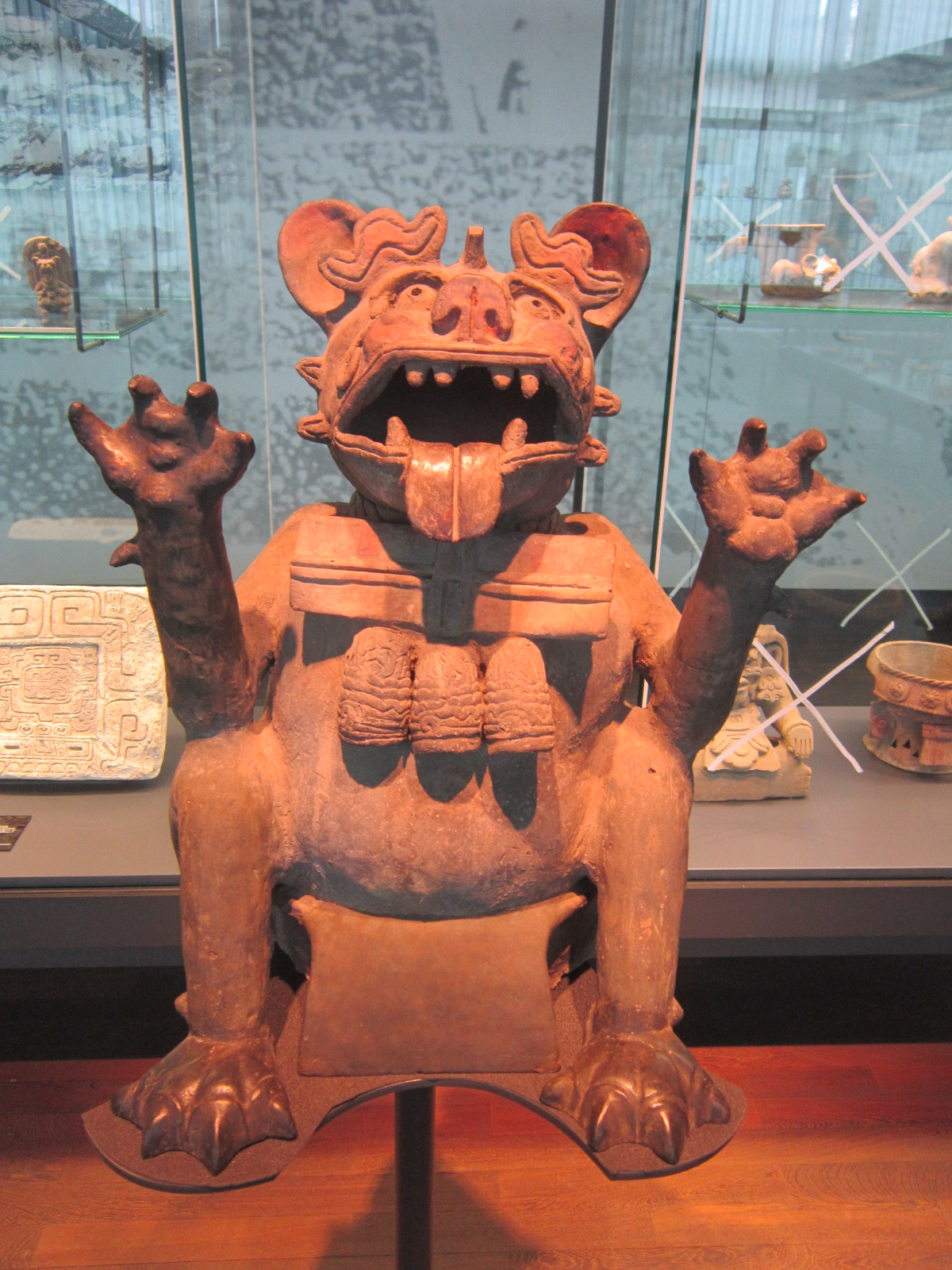
Статуя бога летучей мыши из Монте-Альбана. Этнологический музей, Берлин